# Jezero (Bosnien und Herzegowina)
Jezero (serbisch-kyrillisch Језеро) ist ein Ort und die zugehörige Verbandsgemeinde (opština) im Zentrum von Bosnien und Herzegowina. Sie befindet sich an der Pliva zwischen Jajce und Mrkonjić Grad und entstand 1992 während des Bosnienkrieges als Abspaltung der Vorkriegsgemeinde Jajce. Sie liegt im westlichen Teil der Republika Srpska direkt an der Entitätengrenze westlich von Jajce, das heute zur Föderation gehört.

## Geographie

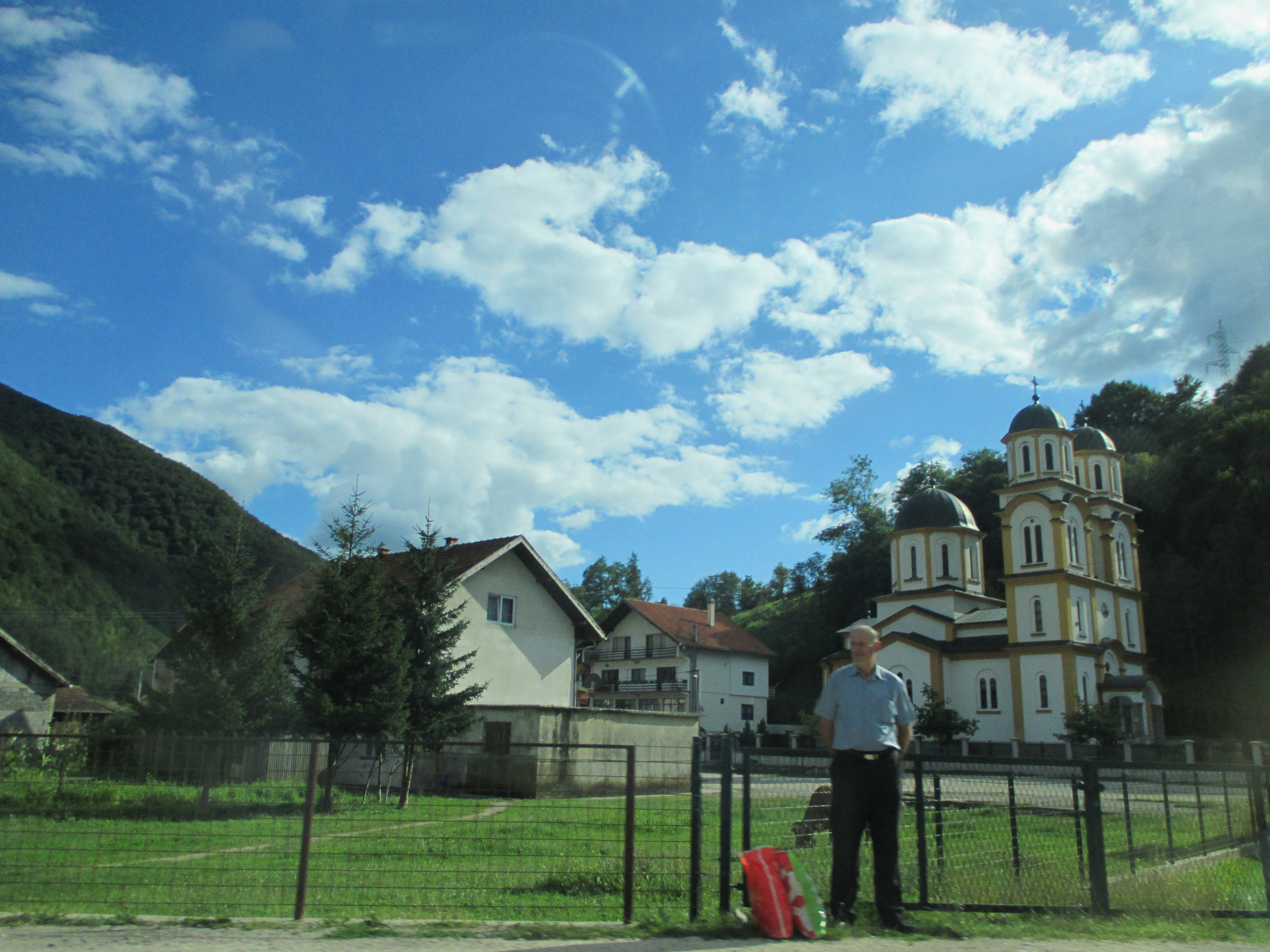
Kirche des Hlg. Lazar in Jezero

Jezero befindet sich beiderseits der Pliva oberhalb der Pliva-Seen, etwa zehn Kilometer westlich des Stadtzentrums von Jajce. Nach Mrkonjić Grad sind es zwölf Kilometer.
Zu Jezero gehören die Gemeindeteile Borci, Čerkazovići, Đumezlije, Jezero, Kovačevac, Ljoljići, Perućica und Prisoje sowie kleine Teile von Barevo, Bravnice und Drenov Do. Der Süden des Gemeindegebietes ist bewaldet und unbewohnt. Die Berge im Gemeindegebiet erreichen mehr als 1.200 Meter.

## Geschichte
Die Ortsteile der heutigen Gemeinde Jezero gehörten bis zum Beginn des Bosnienkrieges 1992 zur Verbandsgemeinde Jajce.

## Bevölkerung
Zur Volkszählung 2013 hatte die Gemeinde 1144 Einwohner. Davon bezeichneten sich 73,5 % als Serben und 25,1 % als Bosniaken. Vor dem Krieg hatten die Ortsteile Jezero, Čerkazovići, Đumezlije eine muslimische (bosniakische) Bevölkerungsmehrheit, in allen anderen Ortsteilen waren die Serben in der Mehrheit.

## Verkehr
Bis 1975 hatte Bravnice einen Haltepunkt an der schmalspurigen Bahnstrecke Lašva–Donji Vakuf–Jajce.

## Persönlichkeiten
- Slobodan Kačar (* 1957), Boxer, geboren in Perućica
- Tadija Kačar (* 1956), Boxer, geboren in Perućica